# Paul Kugler
Paul Kugler (Berlino, 24 settembre 1889 – 2 febbraio 1962) è stato un calciatore tedesco, di ruolo centrocampista e attaccante.